# Steinbeck (Naturschutzgebiet)
Der Steinbeck ist ein Naturschutzgebiet in der niedersächsischen Hansestadt Stade und der Gemeinde Deinste in der Samtgemeinde Fredenbeck im Landkreis Stade.

## Allgemeines
Das Naturschutzgebiet mit dem Kennzeichen NSG LÜ 261 ist circa 116 Hektar groß. Es ist zu einem großen Teil Bestandteil des FFH-Gebietes „Schwingetal“. Im Westen grenzt es an das Naturschutzgebiet „Deinster Mühlenbach“, nach Nordwesten und Norden an das Landschaftsschutzgebiet „Schwingetal“. Außerdem grenzt es an mehreren Stellen an das Landschaftsschutzgebiet „Schwinge und Nebentäler“ sowie im Osten an das Landschaftsschutzgebiet „Rüstjer Forst“. Das Gebiet steht seit dem 2. Februar 2004 unter Naturschutz. Zuständige untere Naturschutzbehörde ist der Landkreis Stade.

## Beschreibung
Das Naturschutzgebiet liegt südlich von Stade. Es stellt einen Abschnitt der Steinbeck mit ihrer vielfach feuchten Niederung ab der Querung der Steinbeck durch einen Feldweg zwischen Helmste und Hagen bis zur Mündung der Steinbeck in die Schwinge unter Schutz und schließt einen Teil der Niederung der Schwinge mit ein.
Die Steinbeck verläuft im Naturschutz relativ naturnah mit flutender Unterwasservegetation. In Hagen ist sie zu einem Mühlenteich aufgestaut. Die Steinbeck verläuft bis zum Eintritt in die Niederung der Schwinge größtenteils durch Auwälder mit Schwarzerle, Esche und Stieleiche und Erlenbruchwälder. Stellenweise sind die Wälder von Grünländern unterbrochen. In der Niederung siedeln u. a. Wechselblättriges und Gegenblättriges Milzkraut, Bachnelkenwurz, Kleiner Baldrian, Haingilbweiderich, Hainsternmiere, Sumpfdotterblume und Walzensegge. Die Auwälder gehen am Rand der Niederung in Eichen- und Eichen-Hainbuchenwälder mit Stieleiche, Hainbuche, Hängebirke und teilweise auch Waldkiefer und Rotbuche über. In der Krautschicht siedeln u. a. Bachnelkenwurz, Kleiner Baldrian und Hainsternmiere. An Gewässer- und Waldrändern sind kleinflächig feuchte Hochstaudenfluren mit Geflügeltem Braunwurz, Wasserdost, Echtem Mädesüß, Kleiner Baldrian und Sumpffarn zu finden. Die Wälder verfügen über einen hohen Alt- und Totholzanteil.
Die Steinbeck ist Lebensraum u. a. von Bachneunauge, Flussneunauge und Bachforelle sowie der Großen Erbsenmuschel. Außerdem ist die Blauflügel-Prachtlibelle hier heimisch. Die Niederung der Steinbeck ist Lebensraum für Fischotter und Iltis. Weiterhin leben hier u. a. Buntspecht, Kleinspecht, Eisvogel, Pirol, Nachtigall, Kleiber und Gebirgsstelze.
Die Niederung der Schwinge ist von landwirtschaftlich genutzten Grünlandflächen geprägt.
Das Naturschutzgebiet wird von der Landesstraße 124 und der Kreisstraße 30 sowie der Bahnstrecke Hesedorf–Stade gequert. In Hagen queren weitere Wege das Gebiet bzw. verlaufen durch dieses. Das Gebiet dient hier auch der Naherholung. Das Naturschutzgebiet ist größtenteils von landwirtschaftlichen Nutzflächen umgeben bzw. grenzt an die Ortslagen von Hagen und Steinbeck.